# Нижны-Грушов
Нижны-Грушов (словац. Nižný Hrušov) — село и одноимённая община в районе Вранов-над-Топлёу Прешовского края Словакии. В письменных источниках начинает упоминаться с 1254 года.

## География
Село расположено в южной части края, в пределах Восточнословацкой низменности, на левом берегу реки Ондавы, при автодороге 554. Абсолютная высота — 123 метра над уровнем моря. Площадь муниципалитета составляет 18,52 км².

## Население
| Год:                | 1994 | 2004    | 2014    | 2024    |
| ------------------- | ---- | ------- | ------- | ------- |
| Количество человек: | 1704 | 1666    | 1592    | 1501    |
| Разница:            |      | −2,23 % | −4,44 % | −5,71 % |

По данным последней официальной переписи 2011 года, численность населения Нижны-Грушова составляла 1603 человека.